# Oxyde de béryllium
Pour les articles homonymes, voir BEO.
L'oxyde de béryllium - ou glucine - est le composé chimique de formule BeO. C'est un oxyde cristallin de couleur blanche. C'est un isolant électrique doté d'une conductivité thermique supérieure à celle des autres non-métaux hormis le diamant, et supérieure également à celle de certains métaux. 

## Préparation et réactions
L'oxyde de béryllium peut être obtenu par calcination du carbonate de béryllium BeCO3, par déshydratation de l'hydroxyde de béryllium Be(OH)2, ou encore par combustion du béryllium métallique :
BeCO3 → BeO + CO2
Be(OH)2 → BeO + H2O
2 Be + O2 → 2 BeO
À l'air libre, la combustion du béryllium métallique donne un mélange d'oxyde BeO et de nitrure Be3N2.
À noter que, contrairement aux oxydes des autres éléments de la même colonne, BeO est amphotère et non basique.
L'oxyde de béryllium est inerte à haute température (plus de 800 °C) mais peut être dissous dans le bifluorure d'ammonium [NH4+](HF2−) aqueux ou dans une solution d'acide sulfurique H2SO4 concentré et de sulfate d'ammonium [NH4+]2(SO42−).

## Structure
À température ambiante, l'oxyde de béryllium a une structure cristalline hexagonale de type wurtzite, contrairement aux oxydes des autres éléments de la même colonne (MgO, CaO, SrO et BaO) qui ont une structure cubique.
À haute température, BeO adopte une structure tétragonale.

## Applications

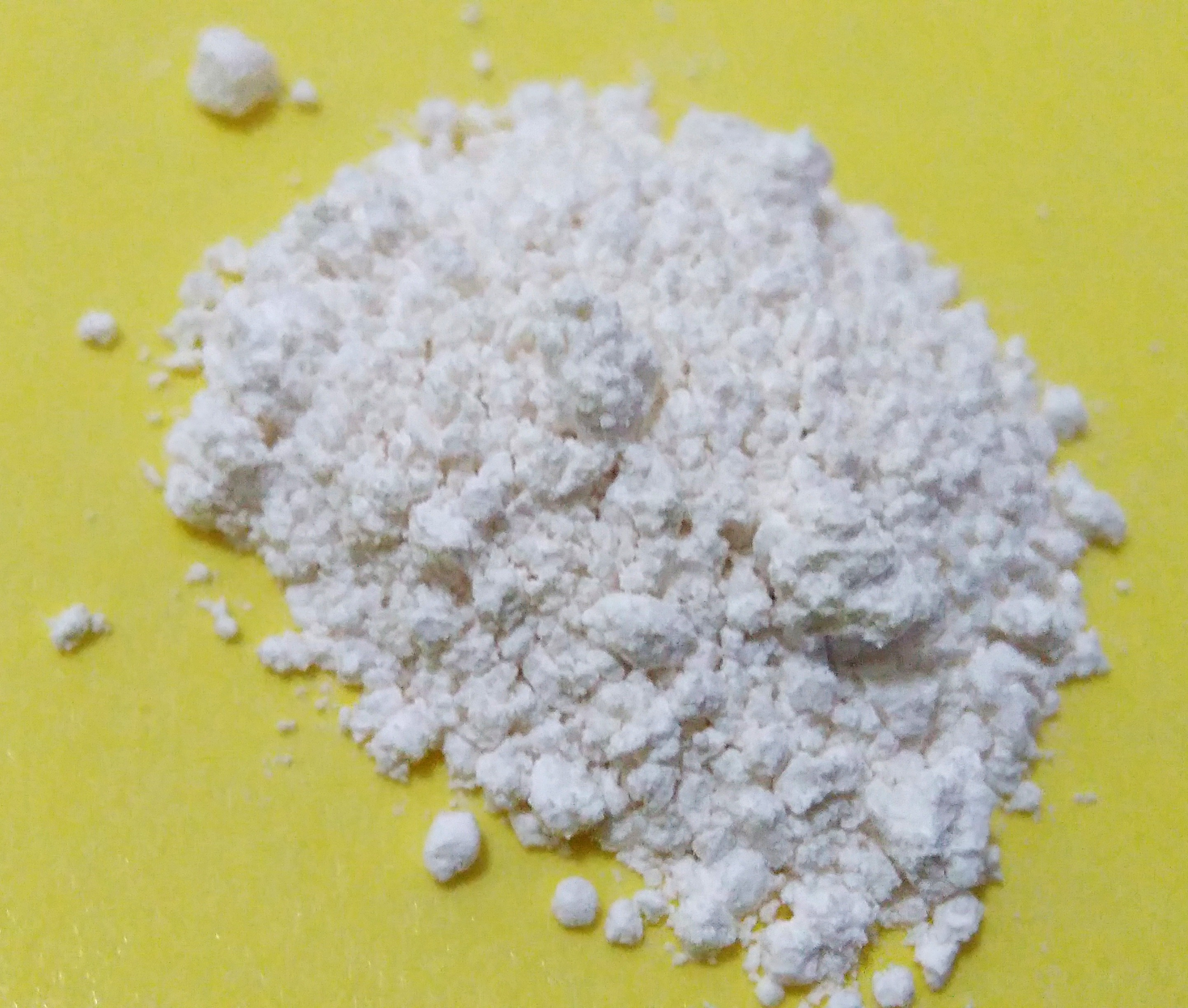
échantillon d'oxyde de béryllium(II), 99% de pureté

En vertu de ses propriétés particulières d'isolant électrique et de conducteur thermique, l'oxyde de béryllium a été utilisé dans de nombreuses pièces à semi-conducteurs hautes performances, mais sa nocivité lui valent d'être à présent remplacé par des matériaux alternatifs dans ses applications courantes. Son caractère à la fois réfractaire et léger lui assure néanmoins une utilisation en astronautique dans les moteurs fusées, et l'ensemble de ses propriétés physiques est mis à profit dans les modérateurs de neutrons et les réflecteurs de neutrons des centrales nucléaires, ainsi que dans les pâtes thermiques.
Certains composants électroniques de puissance utilisent une céramique d'oxyde de béryllium comme dissipateur thermique entre le circuit intégré en silicium et la base métallique sur laquelle est monté le circuit afin de bénéficier d'une meilleure conductivité thermique qu'avec l'oxyde d'aluminium Al2O3.
BeO est également utilisé comme céramique de structure pour les lampes électroniques, les magnétrons et les lasers à gaz.

## Dangerosité du BeO
L'oxyde de béryllium est un composé particulièrement cancérogène qui doit être manipulé avec de grandes précautions. Inhalé, il est susceptible de provoquer la bérylliose.